# Rim Ayari
Rim Ayari (6 de noviembre de 1992) es una deportista tunecina que compite en lucha libre. Ganó una medalla de bronce en los Juegos Panafricanos de 2015. Ha ganado cuatro medallas en el Campeonato Africano entre los años 2011 y 2016.

## Palmarés internacional
| Juegos Panafricanos | Juegos Panafricanos               | Juegos Panafricanos | Juegos Panafricanos |
| Año                 | Lugar                             | Medalla             | Categoría           |
| ------------------- | --------------------------------- | ------------------- | ------------------- |
| 2015                | Brazzaville (República del Congo) | Medalla de bronce   | 55 kg               |
| Campeonato Africano |                                   |                     |                     |
| Año                 | Lugar                             | Medalla             | Categoría           |
| 2011                | Dakar (Senegal)                   | Medalla de bronce   | 59 kg               |
| 2014                | Túnez (Túnez)                     | Medalla de bronce   | 60 kg               |
| 2015                | Alejandría (Egipto)               | Medalla de oro      | 55 kg               |
| 2016                | Alejandría (Egipto)               | Medalla de plata    | 55 kg               |